# Erich Marcks (general)
Erich Marcks, född 6 juni 1891 i Schöneberg, död 12 juni 1944 i Hébécrevon, var en tysk artillerigeneral.

## Biografi
Marcks var son till historikern Erich Marcks. Han studerade filosofi vid universitetet i Freiburg, men avbröt studierna och blev officer i tyska armén år 1910. I början av 1930-talet blev han presschef vid försvarsministeriet och under åren 1932–1933 var han presschef hos rikskanslererna Franz von Papen och Kurt von Schleicher.
Under slaget om Frankrike 1940 var Marcks generalstabschef för 18. Armee. Han förhindrade bombning av Brygge och Paris broar, då han ansåg dessa vara historiskt viktiga att bevara. Han arbetade även med planerna för invasionen av Sovjetunionen.
I juni 1941 skadades han svårt i Ukraina och tvingades amputera sitt vänstra ben. Trots detta ledde han 337. infanteridivisionen i Paris, LXVI. armékåren, samt LXXXIV. Armékåren under invasionen av Normandie.
Under sina dagliga inspektionstur anfölls hans bil den 12 juni 1944 av ett allierat bombflygplan nära Hébécrevon. Marcks träffades av en 20 mm projektil, som slet av en artär i benet. Chauffören, som var oskadad, kunde inte hjälpa honom och han dog omkring klockan 09.45.
Erich Marcks var innehavare av Riddarkorset av Järnkorset med eklöv.

## Utmärkelser
- Järnkorset av andra klassen (25 september 1914)
- Järnkorset av första klassen (augusti 1915)
- Såradmärket i svart
- Hansakorset för Hamburg
- Ärekorset
- Wehrmachts tjänsteutmärkelse
- Tilläggsspänne till Järnkorset av andra klassen (21 september 1939)
- Tilläggsspänne till Järnkorset av första klassen (29 september 1939)
- Såradmärket i guld
- Riddarkorset av Järnkorset med eklöv
  - Riddarkorset (26 juni 1941)
  - Eklöv (24 juni 1944)
- Omnämnd i Wehrmachtbericht den 13 juni 1944